# .th
.th — в Інтернеті, національний домен верхнього рівня (ccTLD) для Таїланду.

## Домени 2-го та 3-го рівнів
В цьому національному домені нараховується близько 7,440,000 вебсторінок (станом на січень 2007 року).
У наш час використовуються та приймають реєстрації доменів 3-го рівня такі доменні суфікси (відповідно, існують такі домени 2-го рівня):
| Суфікс  | Регламентовані користувачі                                            |
| .ac.th  | Наукові та дослідницькі установи, коледжі, університети або інститути |
| .co.th  | Комерційні установи, корпорації                                       |
| .in.th  | Родини, приватні особи                                                |
| .net.th | Провайдери, організації, пов'язані з мережами                         |
| .or.th  | Неприбуткові, неурядові організації                                   |